# Hemithea marina
Hemithea marina är en fjärilsart som beskrevs av Butler 1878. Hemithea marina ingår i släktet Hemithea och familjen mätare. Inga underarter finns listade i Catalogue of Life.